# قرنية اصطناعية
القرنية الاصطناعية (بالإنجليزية: Artificial cornea) القرنية هي الغشاء الشفاف الذي يغطي الجزء الأمامي للعين، وهي مسؤولة عن تركيز الضوء على شبكية العين. يمكن أن تتلف القرنية بسبب الإصابة أو المرض، مما قد يؤدي إلى فقدان البصر. أما القرنية الاصطناعية فهي غشاء اصطناعي يتم زرعه في العين لاستبدال القرنية التالفة. تُصنع عادةً من البلاستيك أو الكولاجين، وهي مصممة لاستعادة الرؤية وتحسين صحة العين.

## أنواع القرنيات الاصطناعية

### القرنية البلاستيكية
هي أكثر أنواع القرنيات الاصطناعية شيوعًا. وهي مصنوعة من مواد متينة ودائمة، ويمكن أن تدوم لسنوات عديدة.

### القرنية الكولاجينية
مصنوعة من بروتين الكولاجين الموجود في القرنية الطبيعية. تُعتبر هذه القرنيات أكثر ملاءمة للعين، ولكن قد لا تدوم طويلاً مثل القرنيات البلاستيكية.

### القرنية الخلوية
مصنوعة من خلايا بشرية حية. لا تزال هذه التكنولوجيا قيد التطوير، ولكنها تُظهر وعدًا كبيرًا بتحسين الرؤية وتحسين جودة الحياة للمرضى.

## عملية زرع القرنية الاصطناعية
يُعد زرع القرنية عملية جراحية دقيقة يتم إجراؤها عادةً في العيادة الخارجية. يتم إزالة القرنية التالفة واستبدالها بالقرنية الاصطناعية. عادةً ما يتم تخدير المريض موضعيًا، ويستغرق الإجراء حوالي ساعة واحدة.

## مخاطر زرع القرنية الاصطناعية
مثل أي عملية جراحية، هناك بعض المخاطر المرتبطة بزرع القرنية الاصطناعية. تشمل هذه المخاطر:
- عدوى العين
- رفض الجسم للقرنية الاصطناعية
- ارتفاع ضغط العين
- إعتام عدسة العين
- فقدان البصر

## فوائد زرع القرنية الاصطناعية:
يمكن أن يحسن زرع القرنية الاصطناعية الرؤية بشكل كبير ويُحسّن جودة الحياة للمرضى. يمكن أن يساعد أيضًا في تخفيف الألم وعدم الراحة المرتبطين بالقرنية التالفة.

## مستقبل القرنية الاصطناعية
يبحث الباحثون باستمرار عن طرق لتحسين تقنية زرع القرنية. تشمل مجالات البحث الحالية:
- تطوير مواد جديدة للقرنية الاصطناعية
- تحسين تقنيات زرع القرنية
- منع رفض الجسم للقرنية الاصطناعية
- استعادة الرؤية الكاملة للمرضى